# Cheap Monday
Cheap Monday è un marchio di abbigliamento svedese.
Fu fondato nel 2000 da  Örjan Andersson, in un primo momento come negozio d'abbigliamento di seconda mano, in una periferia di Stoccolma. Il nome del marchio prende origine dal fatto che il negozio originale rimaneva aperto soltanto di Domenica. Il marchio è conosciuto per i modelli eccentrici; ha concentrato l'attenzione sui jeans per poi includere scarpe di tela (sneakers), capi in flanella e camicie. I capi Cheap Monday  sono distribuiti in vari negozi al livello mondiale, tra cui Urban Outfitters e Barneys New York. Recentemente Cheap Monday ha trovato anche grande popolarità a Melbourne, in Australia, città in cui i vestiti del brand sono principalmente indossati dagli studenti delle scuole superiori. Questi si riconoscono facilmente per il logo distintivo rappresentato da un teschio con un crocifisso invertito. Il designer del logo,  Björn Atldax, lo ha inteso come una dichiarazione di antireligiosità cristiana reputando la religione guerrafondaia. Nel gennaio 2010, il sito mostra il logo con la crocifisso capovolto sostituito da una singola linea verticale.
Cheap Monday partendo dai jeans ha esteso la sua produzione fino alla presentazione di vere e proprie collezioni. Il marchio è anche noto per il prezzo delle sue produzioni che è decisamente più basso di molti altri marchi che trattano denim di qualità. Un paio di Cheap Monday di media qualità solitamente viene venduto a 65 dollari circa (45 euro) prezzo che può alterarsi lievemente, a seconda del negozio in cui viene venduto.

## Acquisizione
In data 6 marzo 2008 è stato annunciato che il retailer H & M Hennes & Mauritz AB (H & M) avrebbe acquisito l'azienda Fabric Scandinavien AB , produttore di jeans Cheap Monday e responsabile del deposito feriale. H & M ha acquistato il 60 per cento di Fabric Scandinavien per 564 milioni di corone svedesi (92 milioni di dollari americani dell'epoca) dai fondatori della società: Adam Friberg, Lars Karlsson, Orjan Andersson e Linda Friberg. H & M ha "la possibilità / obbligo di acquistare le restanti azioni della società entro tre-cinque anni".
Nel 2019 H&M ha chiuso definitivamente il marchio portando a termine tutti i contratti dei lavoratori di Cheap Monday.